# الأناركية في كرواتيا
ظهرت الحركة الأناركية في كرواتيا لأول مرة في أواخر القرن التاسع عشر ضمن حركة العمال الاشتراكية. انتشرت النزعات الأناركية بعد ذلك من الدول المجاورة وتجذرت في العديد من المدن في جميع أنحاء البلاد. وواجهت الحركة قمعًا من الأنظمة الاستبدادية المتعاقبة على البلاد إلى أن ظهرت مرة أخرى إبان استقلال كرواتيا.

## التاريخ
في 1868، وضعت التسوية المجرية الكرواتية مملكة كرواتيا وسلافونيا تحت حكم النمسا والمجر، فبدأت فترة التحويل الصناعي للبلاد، وشهدت هذه الفترة ظهور أولى الجمعيات العمالية في أنحاء البلاد. وفي 1869، اندلعت أولى الإضرابات في مدينتي أوسييك ورييكا، وكان ثمة مناقشات حول إنشاء فرع كرواتي للرابطة الدولية للعمال. وفي نهاية المطاف، بدأ العمال الكرواتيين في التعبير عن مطالبهم على صفحات دورية صديق العمال الجديدة التي أُطلقت عام 1874. وفي الوقت ذاته، أدى انقسام في الحزب الديمقراطي الاجتماعي إلى ظهور فصيل أناركي مد نفوذه إلى كرواتيا.

### بدايات الحركة الأناركية في كرواتيا
في 1885، احتجزت السلطات الكرواتية العامل إينات غراف واتهمته بالتحريض على الفكر الأناركي بعد أن صادرت عدة مقالات من دورية فريهيت المعروفة باتجاهاتها الأناركية وجدت بحوزته. وفي 1887، بدأت دورية رادنيك بالنشر من مدينة دوبروفنيك. وفي 1890، احتفل العمال في زغرب عاصمة كرواتيا بعيد العمال للمرة الأولى في تاريخهم. وفي 1894، بدأ الأناركي المجري هنريك وينكه باستنهاض همم الشباب في مدينة أوسييك، مما دفع عمدة المدينة إلى التعبير عن خوفه من حدوث ما يسمى «بدعاية العمل»، ودفع إدارة كاروي خوين هيدرفاري للتحذير من انتشار وجهات النظر الأناركية بين مسؤولي الدولة والحرس الوطني.
وفي 1898، بدأت إحدى الدوريات الاشتراكية بالنشر من مدينة زادار، وانتقل الأناركي الإيطالي أتيليو بيروني إلى مدينة سبليت. وفي العام نفسه، نشر الموسيقي فرانيو كوهاس عملًا موسيقيًا بعنوان أناركي انتقد فيه ظهور حركة الأرت نوفو (الفن الجديد) في كرواتيا. فبدأت السلطات بعدها تشير إلى تأثير الأناركيين الصرب في أوسييك.
في 1900، طُرد الأناركي الفرنسي جوزيف سيناك من مدينة رييكا، وبدأت السلطات بتعميم أوامر القبض على الأناركيين الإيطاليين المتواجدين في كرواتيا بسبب صلة العديد منهم باغتيال إليزابيث إمبراطورة النمسا وأومبرتو الأول في إيطاليا. وفي 1902، أُلقي القبض على اثنين من الأناركيين وقدموا للمحاكمة في مدينة أوسييك، وحذرت السلطات من انتشار واسع للأناركيين في مناطق تريسته وإستريا ورييكا. وفي 1903، ألقت السلطات القبض على العديد من الأناركيين في مدينة بولا وصادرت منشوراتهم المحظورة. وفي السنة التالية، قاد 15 أناركيًا مظاهرة في جميع أنحاء المدينة. وفي 1905، اندلع إضراب عام في مدينة أوسييك هو الأول من نوعه في تاريخ كرواتيا، وقد أجبر الحكومة على تشريع النقابات العمالية. مهد هذا الإضراب لإضراب آخر في مدينة سلافونسكي برود حيث نشر ميلوش كربان الأفكار النقابية الأناركية حتى أنه دعا الأناركيين في فيينا إلى إنشاء كومونة قرب المدينة.
وفي 1907، وصفت دورية جيرمينال الأناركية مدينة سبليت بأنها مدينة أحياها «مجموعة من الشباب المتمردين الأحرار»، وبدأت شرطة المدينة بحملة اعتقالات جماعية للأناركيين. وفي 1909، نظم شعب سبليت عددًا من المظاهرات ضد مقتل فرانسيسك فيرير. وتأسس في 1912 نادي كرة قدم أناركي في مدينة سبليت.
وفي نهاية الحرب العالمية الأولى عام 1918، دفعت موجة من الإضرابات العامة المدعومة من الكوادر الخضراء بالسلطات إلى الكتابة عن بيئة من «الأناركية العامة» في كرواتيا. وفي 1920، أصدرت حكومة المملكة الجديدة الصربية الكرواتية السلوفينية قانون أوبزنانا الذي حظر أنشطة جميع المنظمات الاشتراكية.
اشتد القمع على الأناركيين بعد أحداث مارس في روما وظهور الفاشية الإيطالية. وقمع نظام ألكسندر الأول الديكتاتوري الملكي ومن بعده حكومة الاتحاد الراديكالي اليوغسلافي الفاشي الأناركيين بشدة، بالإضافة إلى الدعوات الوليدة لإنشاء نظام فيدرالي في يوغسلافيا. وفي ثلاثينيات القرن العشرين توفي عدد من الأناركيين البارزين بمن فيهم ميلوش كربان وستيبان فابيانوفتش.